# Universität Pretoria
Die Universität Pretoria (Afrikaans: Universiteit van Pretoria; englisch: University of Pretoria), kurz UP oder Tuks, ist eine staatliche Universität in der südafrikanischen Stadt Pretoria.

## Geschichte
Die Universität Pretoria wurde 1908 als Ableger des Johannesburger Transvaalse Universiteitskollege (TUK) mit vier Professuren, drei Dozenten und zweiunddreißig Studenten gegründet. Sie war in einem viktorianischen Haus, der Kye Rosa, im Zentrum der Stadt untergebracht. 1910 wurde die Universität unabhängig vom TUC und übernahm dessen Namen, gleichzeitig erhielt sie ihren ersten Campus im Osten Pretorias. Zwischen 1917 und 1919 wurden die Fakultäten begründet und ausgebaut. 1930 erhielt sie auf Initiative von Jan Smuts den Status einer Universität. 1939 konnte mit Hilfe einer Großspende die Universitätsbibliothek gebaut werden, 1943 wurde die Medizinische Fakultät begründet. Bis 1982 vergrößerte sich der Campus durch Neu- und Ausbauten, die Zahl der Studenten verdoppelte sich in dieser Zeit. Mit dem Ende der Apartheid öffnete die UP sich allen Bevölkerungsgruppen. Seit 1994 hält die Universität Pretoria ein ausgewogenes Verhältnis zwischen verschiedenen ethnischen und sprachlichen Studentengruppen und auch der Anteil von Studentinnen liegt bei knapp über 50 %. 2016 wurde beschlossen, Englisch als Lehrsprache vorzuschreiben, nachdem zuvor auch Afrikaans als Lehrsprache üblich war.

## Internationale Kontakte
Die UP ist Partneruniversität von verschiedenen deutschen Universitäten, darunter München, Halle und Würzburg. Die Universität Konstanz kooperiert mit der UP im Exzellenzcluster Kulturelle Grundlagen von Integration. Im Bereich der Theologie und Religionswissenschaft kooperiert die UP mit der Gesellschaft für Bildung und Forschung in Europa. Dadurch können auch Studierende in Deutschland bzw. dem weiteren Europa akademische Grade vom Bachelor bis zur Promotion der Universität Pretoria erlangen. Darüber hinaus ist die UP Partneruniversität des EU-Sol-Projekts, einer Zusammenarbeit von 15 internationalen Hochschulen zur Verbesserung der Qualität von Kartoffeln und Tomaten.

## Studienangebot und Gebühren
An der Universität Pretoria gibt es über 130 grundständige Studiengänge, die mit dem Bachelor oder Diplom abgeschlossen werden. Bei den weiterführenden Studiengängen wird unterschieden zwischen Master, Honours-Degree und Promotion. Bei den weiterführenden Studiengängen werden über 1.300 verschiedene Abschlüsse angeboten.
Die Universität Pretoria erhebt Studienbeiträge und -gebühren. Für finanziell schlecht gestellte und besonders begabte Studierende bietet die UP Stipendien und Darlehen an.

## Organisation

### Leitung und Gremien
Die Universität Pretoria wird von einer Vizekanzlerin und Prinzipalin geleitet, sie wird unterstützt von einer Direktion, die aus drei Vizeprinzipalen, einem Prüfungsbeamten und drei geschäftsführenden Direktoren besteht. Der Kanzler hat repräsentative Aufgaben; aktuell wird das Amt von Wiseman Nkuhlu ausgeübt. Die Leitung ist dem Universitätsrat verantwortlich, von dem die Finanzplanung ausgeht und der die Richtlinien der Universität festlegt und überwacht. Das Gremium wird beraten von einem Forum. Der Senat arbeitet unter den vom Rat vorgegebenen Leitlinien und kümmert sich um die Studierendenangelegenheiten, die Fakultäten, den Zulassungsablauf und um Forschungsfragen. Die studentische Selbstverwaltung geschieht im Studierendenparlament und im Studentenrat.

### Campus und Fakultäten

Gebäude der Geisteswissenschaftlichen Fakultät

Die Universität verteilt sich auf sieben Orte in und um Pretoria. Hatfield Campus ist der Hauptcampus und beherbergt sechs Fakultäten, auf dem Groenkloof Campus ist die erziehungswissenschaftliche Fakultät, auf dem Prinshof Campus die Medizin, auf dem Onderstepoort Campus die Veterinärmedizin, auf dem Sandton Campus das GIBS, auf dem de Villiers Campus befinden sich sportwissenschaftlichen Einrichtungen und Sportanlagen. Der Mamelodi Campus und der Hammanskraal Campus beherbergen Versuchslabore und Farmen.
Die UP hat neun Fakultäten und eine Business School:
- Faculty of Economic and Management Sciences
- Faculty of Education
- Faculty of Humanities
- Faculty of Engineering, Built Environment and Information Technology
- Faculty of Health Sciences
- Faculty of Natural and Agricultural Sciences
- Faculty of Law
- Faculty of Theology and Religion
- Faculty of Veterinary Science
- Gordon Institute of Business Science (GIBS)

## Anerkennung der Abschlüsse in Deutschland
Die Abschlüsse der Universität Pretoria sind weltweit anerkannt, seit dem Abkommen der deutsch-südafrikanischen Hochschulrektorenkonferenz vom 17. September 2013 auch in Deutschland.

## Alumni
Es gibt ein breit angelegtes Alumniprogramm an der Universität Pretoria, das sich nach der Vorläufereinrichtung, dem Transvaalse Universiteitskollege, TuksAlumni nennt. Absolventen, die Mitglied sind, werden Tukkies genannt. Das Programm betreibt ein Alumnihaus, bietet regionale Veranstaltungen, Mentoren- und Career Service sowie diverse Corporate-Design-Artikel an.
Zu den bekannten Alumni zählen beispielsweise:
- Mimi Coertse (* 1932), Opern- und Kammersängerin
- Hilton Fisher (* 1966), Lehrer, Beamter und Diplomat
- Kylie Ann Louw (* 1989), Fußballspielerin
- Hank Lith (1939–2023), Landschaftsarchitekt
- Anton Rupert (1916–2006), Unternehmer
- Wicus Slabbert (* 1941), Opernsänger und Gesangspädagoge
- Dire Tladi (* 1975), Jurist und Richter am Internationalen Gerichtshof
- Desmond Tutu (1931–2021), anglikanischer Geistlicher und Menschenrechtsaktivist

Nelson Mandela (1918–2013) war Ehrendoktor (1997) der Universität.

## Museen der Universität von Pretoria

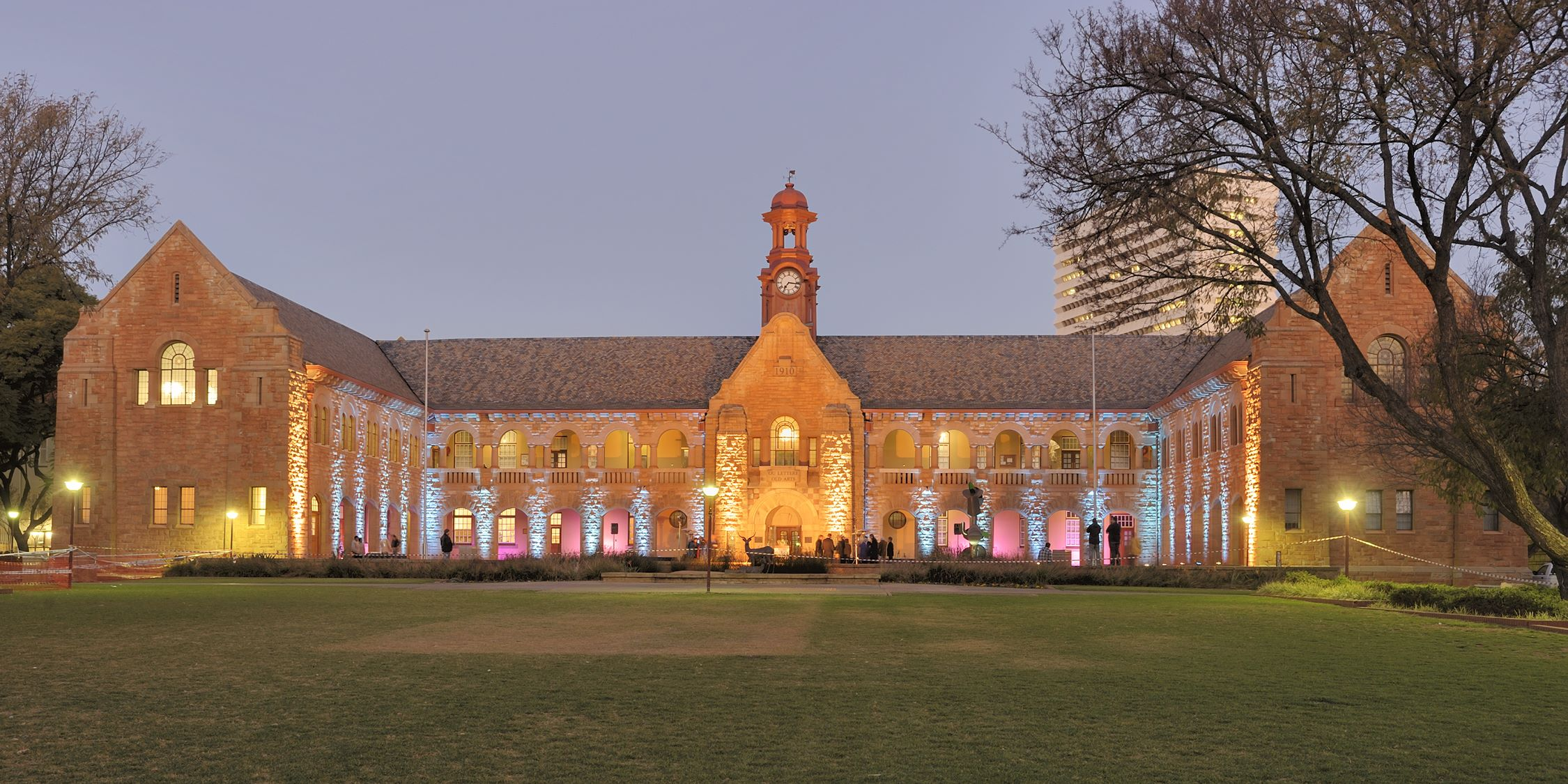
Altes Kunstgebäude der Museen der Universität von Pretoria

Die Museen der Universität Pretoria (UP) verwalten, bewahren und kuratieren eine Vielzahl von Museumssammlungen und zugehörigen Archiven, die sich an verschiedenen Standorten der Universität befinden. Die wichtigsten Museumssammlungen sind in zwei historischen Gebäuden untergebracht, dem Old Arts Building (1910) und dem Old Merensky Building (1937) auf dem Hatfield Campus. Die Sammlungen umfassen südafrikanische Kunst, Keramik aus dem südlichen Afrika und der ganzen Welt, südafrikanische Skulpturen, einschließlich der archäologischen Mapungubwe-Sammlung, die als nationales Kulturerbe gilt. Das Old Merensky Building beherbergt das Museum Edoardo Villa und die Skulpturengalerie sowie weitere Sammlungen der Bibliothek.

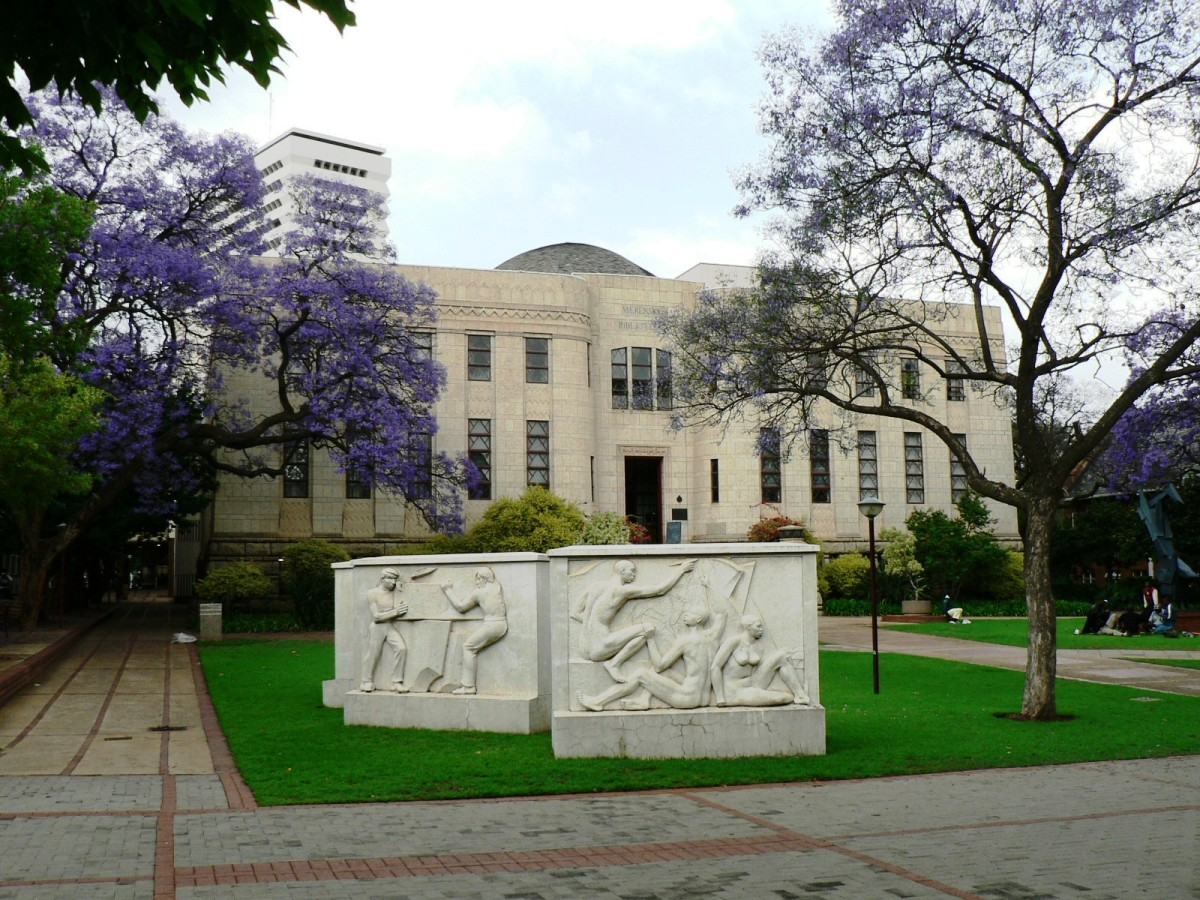
Alte Merensky-Bibliothek, Universität von Pretoria

1933 wurde beschlossen, für die Bibliothek, die ursprünglich im Alten Kunstgebäude untergebracht war, ein eigenes Gebäude zu errichten. Dank einer Spende von Hans Merensky (1871–1952) wurde das Gebäude am 11. Oktober 1937 mit der Grundsteinlegung durch General Jan Smuts errichtet und am 15. April 1939 offiziell eröffnet. Der Architekt Gerard Moerdyk (1890–1958) ließ sich bei seinem Entwurf von einer Reihe von historischen Stilen beeinflussen, darunter Art déco, Neoklassizismus und lokale Stile wie Cape Dutch und Regency.

### Edoardo Villa Museum
Das Edoardo Villa Museum wurde 1995 offiziell eröffnet und befindet sich im Gebäude der ehemaligen Merensky Bibliothek auf dem Hatfield Campus. Das Museum zeigt eine große Auswahl an Skulpturen des italienisch-südafrikanischen Künstlers Edoardo Villa (1915–2011), Werke von Anton van Wouw (1862–1945) und Skulpturen anderer südafrikanischer Künstler. Auf dem Rasen vor dem Museumsgebäude stehen Edoardo Villas große Zementarbeiten. Seine Stahlskulpturen sind auch auf dem Campus der Universität von Pretoria zu sehen.

### Skulpturensammlung
Der West-, der Ost- und der Mitteltrakt des Museums beherbergen einige der schönsten Skulpturen, darunter mehr als 28 klassische und moderne Werke. Die älteste Skulptur ist der „Vogelfänger“ von Anton Van Wouw aus dem Jahr 1881. Viele der Neuzugänge in der Galerie des Museums haben eine besondere Geschichte und Reflexion über Skulptur im südafrikanischen Kontext. Die öffentlich zugängliche und ständig wachsende Sammlung gilt als eine der größten permanenten Skulpturensammlungen einer Universität in Südafrika.
Außerhalb des Museumsgebäudes, auf dem Hauptcampus und anderen Campussen, sind über 40 weitere Werke zu sehen. Dazu gehören Skulpturen von Mike Edwards, Guy du Toit, Mary Steinbank, Fanie Eloff, Thijs Nel, Ike Nkoana, Andre Otto, Noria Mabasa, Rhona Stern, Lucky Sibiya, Anton Smit, Coert Steynberg, Angus van Zyl Taylor, Isaac Seoka, Berco Wilsenach, Dorte Berner, Elly Holm, Danie de Jager und vielen anderen bekannten südafrikanischen Künstlern. Ziel des Museums ist es, die kulturelle, künstlerische und ästhetische Vitalität der Bildhauerei zu fördern. Die reichhaltige Skulpturensammlung zeugt von der Kreativität der Künstler, die Werke im Stil des abstrakten Expressionismus, Realismus und Konstruktivismus geschaffen haben.